# Парусне (Сахалінська область)
Парусне (рос. Парусное) — село у Томарінському міському окрузі Сахалінської області Російської Федерації.
Населення становить 156 осіб (2013).

## Історія
З 1905 по 3 вересня 1945 року у складі губернаторства Карафуто Японії, відтак у складі Томарінського міського округу Сахалінської області.

## Населення
| 1925 | 1935 | 2002 | 2010 | 2013 |
| ---- | ---- | ---- | ---- | ---- |
| 742  | ↘640 | ↘230 | ↘166 | ↘156 |